# نيك بالمر (لاعب اتحاد الرغبي)
نيك بالمر (بالإنجليزية: Nick Palmer)‏ هو لاعب اتحاد الرغبي أسترالي، ولد في 8 أكتوبر 1991.